# Ægte kaprifolie
Ægte Kaprifolie (Lonicera caprifolium) eller blot Kaprifolie

er en lian, der dyrkes i haver. Kaprifolieblomsterne er smukke i sig selv, men det er især deres bedøvende, dejlige duft som er tiltrækkende. Hele planten, altså også de røde bær, er giftig.

## Beskrivelse
Kaprifolie er en løvfældende lian med kraftig, slyngende vækstform. Barken er først lysegrøn og glat, senere bliver den brun og til sidst lysegrå og let furet. Knopperne sidder modsat, og de er lysegrå og udspærrede. Bladene springer ud i milde perioder af vinteren. De er elliptiske og helrandede. Oversiden er frisk grøn, mens undersiden er grågrøn.
Blomsterne er meget uregelmæssige med lange kronrør og fin duft. Ydersiden er rødlig og indersiden flødehvid. Det øverste bladpar under den endestillede stand af blomster er gennemvoksede). Frugterne er røde bær, og de er giftige. De modner godt, og frøene spirer villigt.
Rodnettet består af kraftigt forgrenede, vidt udbredte hovedrødder.

## Hjemsted
Planten hører hjemme i Østeuropa og Middelhavsområdet øst for Italien. Den gror overalt som lian i krat, lysninger og skovbryn på tør, varm jord.

## Skadedyr
Planten angribes af en møllarve, der bider blomsterne af før udspring, og af en minérflue-larve, der laver slyngede miner i bladene. Ingen af delene gør nævneværdig skade.
| Portal | Portal:Botanik |